# مهدي مناجاتي
مهدي مناجاتي، من مواليد 29 يونيو 1947م، وهو لاعب كرة قدم إيراني سابق، لعب مع نادي باس طهران من عام 1966 إلى 1981م، كما لعب مع المنتخب الإيراني من سنة 1969 إلى سنة 1974م واشتهر بمشاركته مع منتخب بلاده في دورة الألعاب الصيفية الأولمبية في مدينة ميونخ الألمانية سنة 1972م، كما درب مع المنتخب الإيراني مرة واحدة سنة 1989م، ودرب المنتخب الإيراني لكرة القدم تحت سن 23 سنة من عام 1999م إلى سنة 2002م.

## روابط خارجية
- مهدي مناجاتي على موقع ناشيونال فوتبول تيمز (الإنجليزية)
- مهدي مناجاتي على موقع أوليمبيديا (الإنجليزية)